# Agrodiaetus ansonia
Agrodiaetus ansonia är en fjärilsart som beskrevs av Ruggero Verity. Agrodiaetus ansonia ingår i släktet Agrodiaetus och familjen juvelvingar. Inga underarter finns listade i Catalogue of Life.